# 毛囊薹草
毛囊薹草（学名：Carex inanis）为莎草科薹草属的植物。分布在尼泊尔、印度、锡金以及中国大陆的西藏、云南等地，生长于海拔2,300米至3,500米的地区，见于河边、密林下和山坡，目前尚未由人工引种栽培。